# Issikiomartyria bisegmentata
Issikiomartyria bisegmentata là một loài bướm đêm thuộc họ Micropterigidae. Nó được Hashimoto miêu tả năm 2006. Loài này có ở Nhật Bản.
Chiều dài cánh trước là 4.6-5.3 mm đối với con đực và 5.1-5.5 mm đối với con cái.